# Université nationale d'Irlande (circonscription électorale)
L'Université nationale d'Irlande est une circonscription électorale en Irlande. Elle sert à élire des sénateurs au Seanad Éireann.

## Représentation
| De   | à    | Chambre                                        | Membres |
| ---- | ---- | ---------------------------------------------- | ------- |
| 1918 | 1922 | Chambre des communes du Royaume-Uni / 1er Dáil | 1       |
| 1921 | 1922 | House of Commons of Southern Ireland / 2e Dáil | 4       |
| 1922 | 1923 | 3e Dáil                                        | 4       |
| 1923 | 1937 | Dáil de l'État libre d'Irlande                 | 3       |
| 1938 | —    | Seanad Éireann                                 | 3       |

### Dáil Éireann
Note : Les colonnes de ce tableau sont utilisées uniquement à des fins de présentation et aucune importance ne doit être attachée à l'ordre des colonnes. Pour plus de détails sur l'ordre dans lequel les sièges ont été remportés à chaque élection, voir les résultats détaillés de cette élection.

### Sénateurs
Note : Les colonnes de ce tableau sont utilisées uniquement à des fins de présentation. Aucune importance ne doit être attachée à l'ordre des colonnes.